# 西山物語
『西山物語』（にしやまものがたり）は、江戸時代後期の1768年（明和5年）に刊行された、国学者の建部綾足による読本。全3巻（上・中・下）3冊。江戸の須原屋市兵衛・三宅屋判兵衛、京の銭屋七郎兵衛・文台屋太兵衛刊。

## 概要
1767年（明和4年）12月、京都で起きた源太騒動という事件をモデルとした和文体読本で、『万葉集』からの歌を多数引用した擬古文で書かれる。
あらすじは、京都西山に住む武士大森七郎は、先祖の大森彦七が奉納した楠木正成の刀を取り戻す。刀を取り戻して以降、七郎は様々な怪事に遭うが動じない。七郎の妹かへと、七郎の従兄弟八郎の息子宇須美が恋仲となり、七郎は八郎に両者の結婚を申し出るが拒否される。七郎はかへを連れて八郎方に行き、かへを斬る。宇須美の夢にかへの亡霊が現れ、八郎が両者の結婚を拒否したのは占者が不吉を告げたからだと明らかになり、両家は和睦して栄えるという筋書きである。
ほぼ同時期に成立した『雨月物語』と比較すると、『西山物語』は言葉においては古典的ではあるが、事件後1ヶ月後に書かれたという際物性を持ち、登場人物の造詣は通俗的であり、当時流行していた浄瑠璃的形象を脱していない。

## 評価
同時代の戯作者上田秋成は「よき人をあやまついたづら文」（『ますらを物語』）と批判的に評している。後世においても、支配階級の論理の賛美が主題と指摘されるなど、文学史上の評価は高くなかった。しかし、物語の多様な展開や登場人物の内面を表現するために古文の引用を多く用いた点と、自文自註を多く用いるという学者的な文章が見られるという点から、『西山物語』にその独自性と近世文学史的な意義を見出す評価もある。また、自註は『日本書紀』『万葉集』『古事記』と『源氏物語』の4書が大多数を占める。